# Mayer Eisenstein
Pour les articles homonymes, voir Eisenstein.
Mayer Eisenstein (né le 26 janvier 1946 et décédé le 22 décembre 2014) est un médecin pédiatre américain connu pour son opposition aux vaccins. 

## Biographie
Il est également connu pour proposer le Lupron comme traitement contre l'autisme, une pratique originellement développée par Mark Geier, très critiquée. Il fonda et dirigea le Homefirst practice à Chicago en 1973 et le dirigea jusqu'à son décès en 2014. Homefirst était connu pour pratiquer l'accouchement assisté à domicile,. Dans les années 1990, il suivit les cours de la John Marshall Law School avec son fils Jeremy.